# 江原町 (西尾市)
江原町（えわらちょう）は、愛知県西尾市（三和地区）の地名。

## 地理
西尾市の北東部に位置し、西に矢作古川が流れ、南に国道23号が走り、町内に西尾東インターがある。当町は農業地帯であるが、道路整備や下水道整備が完了している。また、昭和の初めより梨作りが盛んで、市内でも栽培農家が多く見られる。横須賀断層が南北に横断しており、昭和19年の三河地震で多く家屋が倒壊した。

### 河川
- 矢作古川
- 安藤川

### 小字
| - 井ノ下新田 - 屋敷 - 宮後（みやご） - 宮前 - 穴田（あなだ） - 古川新田 - 五六（ごろく） - 後合田（ごあいだ） - 御浦（おうら） - 山道 - 焼野（やけの） | - 上荒井前 - 西塚田 - 中塚田 - 東塚田 - 西柄（にしがら） - 川流（かわながれ） - 東浦 - 米野前（こめのまえ） - 野中 - 柳原 - 蓮池新田 |

## 歴史
江戸時代の寛永元年から板倉氏及び寺社領に属し、その後明治維新までは分家板倉氏に属した。当時の石高は1,134石であった。昭和30年4月1日に西尾市に合併する前は、幡豆郡三和村大字江原であった。
昭和19年の三河地震で多く家屋が倒壊し犠牲者がでた。この時期は戦時下であり、名古屋からの疎開児も犠牲となった。

## 世帯数と人口
2019年（令和元年）7月1日現在の世帯数と人口は以下の通りである。
| 町丁   | 世帯数  | 人口  |
| ------ | ------- | ----- |
| 江原町 | 327世帯 | 996人 |

### 人口の変遷
国勢調査による人口の推移
| 1995年（平成7年）  | 945人   | [ 5 ] |  |
| 2000年（平成12年） | 929人   | [ 6 ] |  |
| 2005年（平成17年） | 948人   | [ 7 ] |  |
| 2010年（平成22年） | 962人   | [ 8 ] |  |
| 2015年（平成27年） | 1,016人 | [ 9 ] |  |

## 学区
市立小・中学校に通う場合、学区は以下の通りとなる。
| 番・番地等 | 小学校             | 中学校             |
| ---------- | ------------------ | ------------------ |
| 全域       | 西尾市立三和小学校 | 西尾市立東部中学校 |

## 交通
- 国道23号
  - 名豊道路岡崎バイパス
- 愛知県道43号岡崎碧南線
- 愛知県道383号蒲郡碧南線

## 施設
- 江原町公民館 - 東浦
- 江原神明社
- 福浄寺
- 妙喜寺 - 屋敷
- 江原 丹波守 忠次の碑 - 屋敷

## 民話
町内の民話に「御堂坂のたぬき」「犬塚の芯無し椿」「蓮池」の3話がある。

## その他

### 日本郵便
- 郵便番号 : 445-0026[3]（集配局：西尾郵便局[11]）。